# Черницкий, Ксаверий
Ксаверий Станислав Черни́цкий (Ксаверы Черницкий; пол. Xawery Czernicki; 16 октября 1882, имение Гидейки на Виленщине — 1940, Катынь, Смоленская область) — польский контр-адмирал, заместитель командующего Военно-морскими силами Польши.
Родители — Эдвард Черницкий и Тереза, урождённая Богушевич.

## Служба в российском флоте
Окончил гимназию (1901), Техническое училище Морского ведомства в Кронштадте (1905), инженер-судостроитель. С 1905 — подпоручик, с 1907 — поручик, с 1910 — штабс-капитан, с 1913 — капитан, с 1917 — подполковник.
До 1908 служил в Кронштадте инженером по ремонту судов. Затем работал в Петербурге на Балтийском судостроительном заводе. С 1910 он являлся заместителем главного инженера, затем был главным инженером. Под его активном участии строились броненосцы «Севастополь» и «Петропавловск». С 1915 — директор судостроительного завода в Ревеле (Таллине), в конце 1918 подал в отставку.

## Служба в польском флоте
После провозглашения независимости Польши был офицером польского флота. С 1919 — командор-поручик, с 1930 — командор, с 1938 — контр-адмирал. Служил начальником технической службы Вислинской флотилии в Модлине, а затем начальником Модлинского военного порта, руководителем механического отдела в Департаменте морских дел. С 1926 — начальник администрации командующего ВМС, в его обязанности входили руководство и контроль над строительством судов в Польше и за границей для польского военного флота. С 1932 — заместитель командующего и начальник тыла ВМС Польши.

## Гибель в Катыни
В сентябре 1939 после вторжения Германии на территорию Польши был эвакуирован в Пинск, затем в Деразны, где был взят в плен советскими войсками вместе с группой офицеров штаба ВМС. Был отправлен в Ровно, затем в Козельский лагерь. Оттуда в конце апреля — начале мая 1940 был отправлен в Катынь, где расстрелян.

## Память
Имя Черницкого носят Военно-морская база в Гдыне, которую он основал, и корабль тыловой поддержки Военно-морских сил Польши.